# Happy Valley (centro commerciale)
Happy Valley in italiano Valle Felice (cinese semplificato: 太阳新天地 ; cinese tradizionale: 太陽新天地購物中心; pinyin:: Tàiyáng xīntiāndì) è un centro commerciale in Zhujiang New Town nel distretto di Tianhe a Canton, Cina.

## Panoramica
Il centro commerciale Happy Valley, completato nel 2012, si estende con i suoi 150.000 metri quadrati ed è stato progettato da Altoon- Partners e Benoy Ltd. La superficie totale della struttura rende Happy Valley il più grande centro commerciale nella zona di Zhujiang New Town.. Tutto il complesso è gestito da Paragon Group (Canton).
All'interno di Happy Valley Shopping Mall si può trovare una vasta gamma di marchi internazionali come ad esempio Class Cavalli di Roberto Cavalli, Maxvalu, Uniqlo, Dirk Bikkembergs ed è base dell'unico flagship China Film Cinema di tutta Canton, che riproduce anche film internazionali.
Il nome cinese ed inglese del centro commerciale non hanno relazione fra di loro: il nome cinese è太陽新天地購物中心(Tàiyáng xīntiāndì) che in inglese significa letteralmente "Sun Plaza Shopping Center".

## Posizione ed accessibilità
Happy Valley si trova nel cuore della città di Canton, sulla Ma Chang Road, numero 36. Ci sono a disposizione 1200 parcheggi e la posizione del mall è perfettamente accessibile attraverso qualsiasi mezzo pubblico, grazie alla fermata dell'autobus e due fermate per i taxi proprio all'uscita dell'edificio. La fermata metro più vicina è quella di Tancun, sulla linea 5, ed è raggiungibile a piedi in pochissimi minuti. 
Il centro commerciale Happy Valley si trova a pochi passi da alcuni tra i più lussuosi complessi residenziali della città come il palazzo "The Canton", "Guangzhou Yitong Mansion" e le torri "Yu Feng Park". Happy Valley è anche adiacente agli uffici più prestigiosi della zona incluso "China Unicom Square", "GRC Cooperative Union", il palazzo "Fuli Kexun" e a 10 minuti di macchina dal Centro Finanziario di Canton.
Happy Valley shopping mall è collocato nelle vicinanze del parco di Zhujian, dal "Guangzhou Jockey Club" ed anche dal famoso campo da golf chiamato "72 Golf" . L'università di Jinan (la prima università in Cina ad arruolare studenti stranieri e l'unica ad avere il più elevato numero di studenti internazionali) è situata dall'altra parte di Huangpu Avenue.
Il centro commerciale Happy Valley è anche in prossimità di una serie di principali alberghi e residence come il "W hotel", "Guangzhou Ritz-Carlton", "Jockey Club Hotel e l'Ascott IFC residence gestito dall'Ascott Limited.